# Just Dance 3
Just Dance 3 es un videojuego desarrollado por Ubisoft para Wii, PlayStation 3 (Move) y Xbox 360 (Kinect). Es el sucesor del juego Just Dance 2 y predecesor del juego Just Dance 4. En cuanto a música, gráficos y contenido, es muy similar a su antecesor. Una novedad son los cuartetos (4 bailarines simultáneamente en pantalla) y la inclusión de mash-ups, en donde se mezclan personajes de diferentes canciones.
Este es el primer Just Dance que se entregó para PlayStation 3 y Xbox 360. Además, es la entrega más vendida de estos juegos en la consola Wii (con 9,78 millones de copias vendidas en todo el mundo).
El juego de Xbox 360 da la oportunidad a los jugadores de crear y grabar sus propias coreografías para poder compartirlas y jugarlas posteriormente con el nuevo modo de juego Just Create. Otra opción intintroducida en esta entrega es el poder entrar y salir de la partida en cualquier momento.

## Lista de canciones
| Canción                                            | Artista                         | Técnica | Físico | Año  | Modo        | Bailarín |
| -------------------------------------------------- | ------------------------------- | ------- | ------ | ---- | ----------- | -------- |
| Airplanes(TE)                                      | B.o.B                           | 1       | 1      | 2011 | Solo        | ♂        |
| Apache (canción)°                                  | The Sugarhill Gang              | 3       | 2      | 1982 | Solo        | ♂        |
| Are You Gonna Go My Way (canción)°                 | Lenny Kravitz                   | 1       | 3      | 1994 | Solo        | ♂        |
| ...Baby One More Time*°                            | The Girly Team                  | 2       | 2      | 1999 | 'Dance Crew | ♀/♀/♀/♀  |
| Baby Zouk°                                         | Laurent Lombard                 | 2       | 3      | 2000 | Dúo         | ♀/♂      |
| Barbra Streisand (canción)                         | Duck Sauce                      | 2       | 2      | 2011 | Solo (C)    | ♀        |
| Beautiful Liar                                     | Countdown Mix Masters           | 3       | 1      | 2008 | Dúo         | ♀/♀      |
| Boogie Wonderland                                  | Groove Century                  | 2       | 2      | 1980 | Dance Crew  | ♀/♂/♂/♀  |
| Boom                                               | MC Mágico                       | 2       | 2      | 2004 | Solo        | ♀        |
| California Gurls                                   | Katy Perry                      | 2       | 2      | 2011 | Solo        | ♀        |
| Crazy Little Thing Called Love                     | Queen                           | 3       | 2      | 1980 | Dúo         | ♀/♂      |
| Da Funk°                                           | Daft Punk                       | 2       | 2      | 1996 | Dúo         | ♂/♂      |
| Dance All Nite                                     | Anja                            | 3       | 1      | 2012 | Solo        | ♀        |
| Dynamite (canción de Taio Cruz)°                   | Taio Cruz                       | 1       | 2      | 2011 | Dance Crew  | ♂/♀/♀/♂  |
| E.T. (canción)                                     | Katy Perry                      | 1       | 2      | 2012 | Solo        | ♀        |
| Fuck You!                                          | Cee Lo Green                    | 2       | 2      | 2011 | Solo        | ♂        |
| Giddy On Up                                        | Laura Bell Bundy                | 2       | 1      | 2011 | Trío (U)    | ♀/♀/♀    |
| Gonna Make You Sweat (Everybody Dance Now)         | C+C Music Factory               | 2       | 3      | 1991 | Solo        | ♂        |
| Hey Boy Hey Girl                                   | The Chemical Brothers           | 3       | 3      | 2000 | Solo        | ♂        |
| Danzas húngaras (Brahms)*                          | Johannes Brahms                 | 2       | 2      | 1951 | Dúo         | ♀/♂      |
| I Feel Love                                        | Donna Summer                    | 2       | 1      | 1978 | Solo        | ♀        |
| I Don't Feel Like Dancin'°                         | Scissor Sisters                 | 3       | 3      | 2007 | Solo        | ♂        |
| I'm So Excited                                     | The Pointer Sisters             | 1       | 3      | 1983 | Solo        | ♀        |
| I Was Made for Lovin' You                          | Kiss                            | 1       | 2      | 1980 | Dance Crew  | ♂/♂/♀/♂  |
| Jamaican Dance                                     | Konshens                        | 1       | 2      | 2012 | Dúo         | ♀/♂      |
| Jump (for My Love)°                                | Girls Aloud                     | 3       | 3      | 2004 | Dúo         | ♀/♀      |
| Hum Aapke Hain Kaun...!                            | Bollywood Rainbow               | 3       | 2      | 1995 | Dúo         | ♀/♂      |
| Land of a Thousand Dances                          | Wilson Pickett                  | 1       | 3      | 1967 | Solo        | ♂        |
| Let's Go to the Mall                               | Robin Sparkles (Cobie Smulders) | 3       | 2      | 2007 | Solo        | ♀        |
| Lollipop (canción de Mika)                         | Mika                            | 2       | 2      | 2008 | Solo        | ♀        |
| Mamasita                                           | Latino Sunset                   | 3       | 2      | 2002 | Dúo         | ♀/♂      |
| Marcia Baila (SE)                                  | Les Rita Mitsouko               | 2       | 2      | 1986 | Solo        | ♀        |
| Night Boat To Cairo                                | Madness                         | 1       | 3      | 1980 | Dance Crew  | ♂/♀/♂/♂  |
| No Limit (canción de 2 Unlimited)°                 | 2 Unlimited                     | 2       | 3      | 1994 | Dúo         | ♀/♂      |
| Only Girl (In the World) (TE)                      | Rihanna                         | 2       | 2      | 2011 | Solo        | ♀        |
| Party Rock Anthem°                                 | LMFAO                           | 3       | 2      | 2012 | Solo        | ♂        |
| Pata Pata                                          | Miriam Makeba                   | 1       | 2      | 1968 | Dúo         | ♀/♀      |
| Price Tag                                          | Jessie J                        | 2       | 1      | 2012 | Solo        | ♀        |
| Promiscuous                                        | Nelly Furtado                   | 2       | 2      | 2007 | Dúo         | ♀/♂      |
| Pump It                                            | The Black Eyed Peas             | 3       | 3      | 2007 | Solo        | ♂        |
| Satellite (canción de Lena Meyer-Landrut) (SE) (P) | Lena Meyer-Landrut              | 1       | 2      | 2011 | Solo        | ♀        |
| She's Got Me Dancing                               | Tommy Sparks                    | 3       | 2      | 2010 | Solo        | ♂        |
| Somethin' Stupid                                   | Robbie Williams                 | 1       | 1      | 2002 | Dúo         | ♀/♂      |
| Spectronizer                                       | Sentai Express                  | 2       | 2      | 2010 | Dance Crew  | ♀/♂/♂/♂  |
| Take On Me                                         | A-ha                            | 1       | 3      | 1986 | Solo        | ♂        |
| Teenage Dream (canción)                            | Katy Perry                      | 2       | 1      | 2011 | Solo        | ♀        |
| The Master Blaster                                 | Inspector Marceau               | 3       | 1      | 1970 | Dúo         | ♀/♂      |
| Think                                              | Aretha Franklin                 | 2       | 2      | 1969 | Solo        | ♀        |
| This Is Halloween                                  | Danny Elfman                    | 2       | 2      | 1994 | Dance Crew  | ♀/♂/♂/♀  |
| Tightrope (canción)                                | Janelle Monáe                   | 3       | 2      | 2011 | Solo        | ♀        |
| Venus (canción de Shocking Blue)                   | Bananarama                      | 1       | 2      | 1987 | Solo        | ♀        |
| Video Killed the Radio Star                        | The Buggles                     | 2       | 1      | 1980 | Solo        | ♂        |
| What You Waiting For?                              | Gwen Stefani                    | 2       | 1      | 2005 | Solo        | ♀        |

- Un "*" indica que es una cover, no es la original.
- Un "(P)" indica que la canción es solo para Europa(PAL).
- Un "°" indica que la canción tiene un mash up.
- Un "(BBE)" indica que solo está disponible en Best Buy Edition.
- Un "(TE)" indica que la canción es versión Target (Canadá).
- Un "(U)" indica que es una canción desbloqueable.
- Un "(C)"indica que hay una versión alterna de la canción.(La de Barbra Streisand se puede desbloquear en la primera pantalla presionando arriba arriba abajo abajo izquierda derecha izquierda derecha).

Un (WP) Indica que la canción está disponible solo en Wii y PlayStation 3

## Contenido descargable

### Wii
| Nombre                            | Artista                                   | Técnica | Físico | Año  | Modo | Bailarín | Fecha                   | Precio         |
| --------------------------------- | ----------------------------------------- | ------- | ------ | ---- | ---- | -------- | ----------------------- | -------------- |
| Baby Don't Stop Now               | Anja                                      | 2       | 1      | 2011 | Solo | ♀        | 7 de octubre de 2011    | 250 Wii Points |
| Jambo Mambo                       | Ole Orquesta                              | 2       | 2      | 1997 | Duet | ♀/♂      | 7 de octubre de 2011    | 250 Wii Points |
| Soul Searchin                     | Groove Century                            | 1       | 1      | 1999 | Solo | ♂        | 7 de octubre de 2011    | 250 Wii Points |
| Twist and Shake It                | The Girly Team                            | 2       | 1      | 2008 | Duet | ♀/♀      | 7 de octubre de 2011    | 250 Wii Points |
| Fame*                             | Irene Cara                                | 1       | 3      | 1980 | Solo | ♀        | 23 de noviembre de 2011 | 250 Wii Points |
| U Can't Touch This*               | MC Hammer                                 | 2       | 3      | 1990 | Solo | ♂        | 23 de noviembre de 2011 | 250 Wii Points |
| Jump*                             | Kris Kross                                | 3       | 3      | 1991 | Duet | ♂/♂      | 23 de noviembre de 2011 | 250 Wii Points |
| Just Mario                        | Ubisoft Meets Nintendo                    | 1       | 3      | 1992 | Solo | ♂        | 14 de diciembre de 2011 | 250 Wii Points |
| Crazy Christmas                   | Santa Clones                              | 2       | 3      | 2010 | Solo | ♂        | 20 de diciembre de 2011 | 250 Wii Points |
| Walk Like an Egyptian             | The Bangles                               | 2       | 2      | 1986 | Solo | ♀        | 20 de diciembre de 2011 | 250 Wii Points |
| Toxic*                            | Britney Spears                            | 3       | 1      | 2003 | Solo | ♀        | 20 de diciembre de 2011 | 250 Wii Points |
| Jump in the Line (Shake, Señora)* | Harry Belafonte                           | 3       | 2      | 1961 | Duet | ♀/♂      | 20 de diciembre de 2011 | 250 Wii Points |
| Iko Iko                           | Mardi Gras                                | 1       | 2      | 1953 | Solo | ♀        | 20 de diciembre de 2011 | 250 Wii Points |
| Baby Girl                         | Reggaeton                                 | 3       | 2      | 2003 | Solo | ♂        | 20 de diciembre de 2011 | 250 Wii Points |
| I Like to Move It (Radio Mix)*    | Reel 2 Real con The Mad Stuntman          | 2       | 2      | 1994 | Solo | ♀        | 4 de enero de 2012      | 250 Wii Points |
| Beat Match Until I'm Blue         | Sweat Invaders                            | 2       | 2      | 2011 | Solo | ♀        | 4 de enero de 2012      | 250 Wii Points |
| Touch Me Want Me                  | Sweat Invaders                            | 2       | 3      | 2004 | Solo | ♀        | 4 de enero de 2012      | 250 Wii Points |
| Dun N Dusted                      | Sweat Invaders                            | 2       | 2      | 2010 | Solo | ♂        | 4 de enero de 2012      | 250 Wii Points |
| Cardiac Caress                    | Sweat Invaders                            | 2       | 3      | 2012 | Solo | ♀        | 18 de enero de 2012     | 250 Wii Points |
| Boomsday                          | Sweat Invaders                            | 2       | 3      | 2012 | Solo | ♂        | 18 de enero de 2012     | 250 Wii Points |
| Merengue                          | Sweat Invaders                            | 2       | 2      | 2012 | Solo | ♀        | 18 de enero de 2012     | 250 Wii Points |
| Who Let the Dogs Out?*            | Baha Men                                  | 2       | 2      | 2000 | Solo | ♂        | 18 de enero de 2012     | 250 Wii Points |
| Katti Kalandal                    | Bollywood                                 | 2       | 2      | 2000 | Duet | ♀/♂      | 1 de febrero de 2012    | 250 Wii Points |
| Why Oh Why                        | Love Letter                               | 1       | 1      | 2009 | Duet | ♀/♂      | 1 de febrero de 2012    | 250 Wii Points |
| The Power                         | Snap!                                     | 2       | 3      | 1990 | Solo | ♂        | 1 de febrero de 2012    | 250 Wii Points |
| Skin To Skin                      | Sweat Invaders                            | 1       | 3      | 1992 | Solo | ♂        | 1 de febrero de 2012    | 250 Wii Points |
| Rasputin                          | Boney M.                                  | 3       | 3      | 1978 | Solo | ♂        | 15 de febrero de 2012   | 250 Wii Points |
| Mugsy Baloney                     | Charlestón                                | 3       | 2      | 1924 | Duet | ♀/♂      | 15 de febrero de 2012   | 250 Wii Points |
| That's the Way (I Like It)        | KC and the Sunshine Band                  | 2       | 1      | 1975 | Solo | ♂        | 15 de febrero de 2012   | 250 Wii Points |
| Kids in America                   | Kim Wilde                                 | 2       | 2      | 1980 | Solo | ♀        | 12 de marzo de 2012     | 250 Wii Points |
| Down by the Riverside             | The Reverend Horatio Duncan & Amos Sweets | 2       | 1      | 1927 | Solo | ♀        | 12 de marzo de 2012     | 250 Wii Points |
| Professor Pumplestickle           | Nick Phoenix & Thomas J. Bergersen        | 3       | 1      | 2006 | Duet | ♂/♂      | 12 de marzo de 2012     | 250 Wii Points |
| DARE                              | Gorillaz                                  | 2       | 1      | 2007 | Solo | ♂        | 12 de marzo de 2012     | 250 Wii Points |
| Alright                           | Supergrass                                | 2       | 2      | 1994 | Duet | ♀/♂      | 25 de abril de 2012     | 250 Wii Points |
| Dagomba                           | Sorcerer                                  | 2       | 3      | 2003 | Solo | ♂        | 25 de abril de 2012     | 250 Wii Points |
| Futebol Crazy                     | Paul J. Borg                              | 1       | 2      | 2009 | Solo | ♀        | 25 de abril de 2012     | 250 Wii Points |
| It's Raining Men                  | The Weather Girls                         | 2       | 3      | 1982 | Solo | ♀        | 25 de abril de 2012     | 250 Wii Points |

- Un "*" indica que es una cover, no es la original

#### Wii Packs
| Nombre               | Artista(s)                                                                             | Canciones                                                     | Fecha               | Precio         |
| -------------------- | -------------------------------------------------------------------------------------- | ------------------------------------------------------------- | ------------------- | -------------- |
| Sweat Pack #1        | Sweat Invaders                                                                         | Beat Match Until I'm Blue Dun N Dusted Touch Me Want Me       | 4 de enero de 2012  | 600 Wii Points |
| Sweat Pack #2        | Sweat Invaders                                                                         | Cardiac Caress Boomsday Merengue                              | 18 de enero de 2012 | 600 Wii Points |
| Spring Break Pack #1 | Kim Wilde Nick Phoenix & Thomas J. Bergersen The Reverend Horatio Duncan & Amos Sweets | Kids in America Professor Pumplestickle Down by the Riverside | 12 de marzo de 2012 | 600 Wii Points |
| Spring Break Pack #2 | Paul J. Borg Supergrass Sorcerer                                                       | Futebol Crazy Alright Dagomba                                 | 25 de abril de 2012 | 600 Wii Points |

### Xbox 360
| Canción                               | Artista                                         | Técnica | Físico | Año  | Modo | Bailarín | Fecha                   | Precio               |
| ------------------------------------- | ----------------------------------------------- | ------- | ------ | ---- | ---- | -------- | ----------------------- | -------------------- |
| Fame*                                 | Irene Cara                                      | 1       | 2      | 1980 | Solo | ♀        | 7 de octubre de 2011    | 240 Microsoft Points |
| Heart of Glass                        | Blondie                                         | 2       | 1      | 1979 | Solo | ♀        | 7 de octubre de 2011    | 240 Microsoft Points |
| U Can't Touch This*                   | MC Hammer                                       | 2       | 3      | 1992 | Solo | ♂        | 7 de octubre de 2011    | 240 Microsoft Points |
| Jin Go Lo Ba                          | Fatboy Slim                                     | 2       | 2      | 2004 | Solo | ♀        | 15 de noviembre de 2011 | 240 Microsoft Points |
| Cosmic Girl                           | Jamiroquai                                      | 1       | 2      | 1996 | Solo | ♀        | 15 de noviembre de 2011 | 240 Microsoft Points |
| Jump in the Line (Shake, Senora)*     | Harry Belafonte                                 | 3       | 2      | 1961 | Duet | ♀/♂      | 15 de noviembre de 2011 | 240 Microsoft Points |
| Satisfaction (Isak Original Extended) | Benny Benassi                                   | 1       | 1      | 2003 | Solo | ♂        | 15 de noviembre de 2011 | 240 Microsoft Points |
| Toxic*                                | Britney Spears                                  | 3       | 1      | 2003 | Solo | ♀        | 23 de noviembre de 2011 | 240 Microsoft Points |
| Acceptable in the 80s                 | Calvin Harris                                   | 2       | 2      | 2007 | Solo | ♀        | 23 de noviembre de 2011 | 240 Microsoft Points |
| Jump*                                 | Kris Kross                                      | 3       | 3      | 1991 | Duet | ♂/♂      | 23 de noviembre de 2011 | 240 Microsoft Points |
| Proud Mary                            | Ike & Tina Turner                               | 2       | 3      | 1991 | Solo | ♀        | 23 de noviembre de 2011 | 240 Microsoft Points |
| Walk Like an Egyptian                 | The Bangles                                     | 2       | 2      | 1986 | Solo | ♀        | 6 de diciembre de 2011  | 240 Microsoft Points |
| Iko Iko                               | Mardi Gras                                      | 1       | 2      | 1953 | Solo | ♀        | 6 de diciembre de 2011  | 240 Microsoft Points |
| Baby Girl                             | Reggaeton                                       | 3       | 2      | 2003 | Solo | ♂        | 6 de diciembre de 2011  | 240 Microsoft Points |
| Mashed Potato Time                    | Dee Dee Sharp                                   | 1       | 1      | 1962 | Solo | ♀        | 6 de diciembre de 2011  | 240 Microsoft Points |
| Crazy Christmas                       | Santa Clones                                    | 2       | 2      | 2010 | Solo | ♂        | 20 de diciembre de 2011 | 240 Microsoft Points |
| Step by Step                          | New Kids on the Block                           | 2       | 2      | 1990 | Solo | ♂        | 20 de diciembre de 2011 | 240 Microsoft Points |
| Louie Louie                           | Iggy Pop                                        | 1       | 3      | 1993 | Solo | ♂        | 20 de diciembre de 2011 | 240 Microsoft Points |
| Funplex                               | The B-52's                                      | 2       | 2      | 2008 | Solo | ♀        | 20 de diciembre de 2011 | 240 Microsoft Points |
| I Like to Move It (Radio Mix)         | Reel 2 Real con The Mad Stuntman                | 2       | 2      | 1994 | Solo | ♀        | 4 de enero de 2012      | 240 Microsoft Points |
| Beat Match Until I'm Blue             | Sweat Invaders                                  | 2       | 2      | 2011 | Solo | ♀        | 4 de enero de 2012      | 240 Microsoft Points |
| Touch Me Want Me                      | Sweat Invaders                                  | 2       | 3      | 2004 | Solo | ♀        | 4 de enero de 2012      | 240 Microsoft Points |
| Dun N Dusted                          | Sweat Invaders                                  | 2       | 2      | 2010 | Solo | ♂        | 4 de enero de 2012      | 240 Microsoft Points |
| Cardiac Caress                        | Sweat Invaders                                  | 2       | 3      | 2012 | Solo | ♀        | 17 de enero de 2012     | 240 Microsoft Points |
| Boomsday                              | Sweat Invaders                                  | 2       | 3      | 2012 | Solo | ♂        | 17 de enero de 2012     | 240 Microsoft Points |
| Merengue                              | Sweat Invaders                                  | 2       | 2      | 2012 | Solo | ♀        | 17 de enero de 2012     | 240 Microsoft Points |
| Who Let The Dogs Out?                 | [[The Sunlight Shakers [Original de Baha Men]]] | 2       | 2      | 2000 | Solo | ♂        | 17 de enero de 2012     | 240 Microsoft Points |
| Katti Kalandal                        | Bollywood                                       | 2       | 2      | 2000 | Duet | ♀/♂      | 1 de febrero de 2012    | 240 Microsoft Points |
| Why Oh Why                            | Love Letter                                     | 1       | 1      | 2009 | Duet | ♀/♂      | 1 de febrero de 2012    | 240 Microsoft Points |
| The Power                             | Snap!                                           | 2       | 3      | 1990 | Solo | ♂        | 1 de febrero de 2012    | 240 Microsoft Points |
| Skin To Skin                          | Sweat Invaders                                  | 1       | 3      | 1992 | Solo | ♂        | 1 de febrero de 2012    | 240 Microsoft Points |
| Rasputin                              | Boney M.                                        | 3       | 3      | 1978 | Solo | ♂        | 15 de febrero de 2012   | 240 Microsoft Points |
| Mugsy Baloney                         | Charleston                                      | 3       | 2      | 1924 | Duet | ♀/♂      | 15 de febrero de 2012   | 240 Microsoft Points |
| That's the Way (I Like It)            | KC and the Sunshine Band                        | 2       | 1      | 1975 | Solo | ♂        | 15 de febrero de 2012   | 240 Microsoft Points |
| Kids in America                       | Kim Wilde                                       | 2       | 2      | 1980 | Solo | ♀        | 12 de marzo de 2012     | 240 Microsoft Points |
| Down by the Riverside                 | The Reverend Horatio Duncan & Amos Sweets       | 2       | 1      | 1927 | Solo | ♀        | 12 de marzo de 2012     | 240 Microsoft Points |
| Professor Pumplestickle               | Nick Phoenix & Thomas J. Bergersen              | 3       | 1      | 2006 | Duet | ♂/♂      | 12 de marzo de 2012     | 240 Microsoft Points |
| DARE                                  | Gorillaz                                        | 2       | 1      | 2007 | Solo | ♂        | 12 de marzo de 2012     | 240 Microsoft Points |
| Alright                               | Supergrass                                      | 2       | 2      | 1994 | Duet | ♀/♂      | 25 de abril de 2012     | 250 Microsoft Points |
| Dagomba                               | Sorcerer                                        | 2       | 3      | 2003 | Solo | ♂        | 25 de abril de 2012     | 250 Microsoft Points |
| Futebol Crazy                         | Paul J. Borg                                    | 1       | 2      | 2009 | Solo | ♀        | 25 de abril de 2012     | 250 Microsoft Points |
| It's Raining Men                      | The Weather Girls                               | 2       | 3      | 1982 | Solo | ♀        | 25 de abril de 2012     | 250 Microsoft Points |

- Un "*" indica que es una cover, no es la original

#### Xbox 360 Packs
| Nombre               | Artista(s)                                                                             | Canciones                                                     | Fecha                | Precio               |
| -------------------- | -------------------------------------------------------------------------------------- | ------------------------------------------------------------- | -------------------- | -------------------- |
| Sweat Pack #1        | Sweat Invaders                                                                         | Beat Match Until I'm Blue Dun N Dusted Touch Me Want Me       | 4 de enero de 2012   | 480 Microsoft Points |
| Sweat Pack #2        | Sweat Invaders                                                                         | Boomsday Cardiac Caress Merengue                              | 17 de enero de 2012  | 480 Microsoft Points |
| Christmas Pack       | The Bangles Mardi Gras Reggaeton Dee Dee Sharp                                         | Walk Like An Egyptian Iko Iko Baby Girl Mashed Potato Time    | 17 de enero de 2012  | 640 Microsoft Points |
| Valentine Pack       | Bollywood Sweat Invaders Love Letter                                                   | Katti Kallandal Skin-to-Skin Why Oh Why                       | 1 de febrero de 2012 | 640 Microsoft Points |
| Spring Break Pack #1 | Kim Wilde Nick Phoenix & Thomas J. Bergersen The Reverend Horatio Duncan & Amos Sweets | Kids in America Professor Pumplestickle Down by the Riverside | 12 de marzo de 2012  | 640 Microsoft Points |
| Spring Break Pack #2 | Paul J. Borg Supergrass Sorcerer                                                       | Futebol Crazy Alright Dagomba                                 | 25 de abril de 2012  | 640 Microsoft Points |